# Papier afiszowy
Papier afiszowy – rodzaj papieru przeznaczony do niektórych druków użytkowych, np. afisze, bilety, kopie druków, wykonywanych techniką typograficzną.
Papier taki jest matowy, o gramaturze 50 g/m2. Musi być odporny na działanie czynników atmosferycznych oraz alkaliów zawartych w klejach.